# Жарагач
Жарагач, Жар-Агач — аул в Нововаршавском районе Омской области России. Входит в состав Зареченского сельского поселения. Население 42 чел. (2010), 96 % (2002) из них — казахи .

## История
Люди жили в пойме р. Иртыш издревле, в 1976 году В. Т. Петрин обнаружил поселение в 2,5 км к северу от аула Жар-Агач, на невысоком, сравнительно обширном останце левого берега. Поселение относится С. В. Сотниковой  к памятникам алексеевской (саргаринской) культуры .
В соответствии с Законом Омской области от 30 июля 2004 года № 548-ОЗ «О границах и статусе муниципальных образований Омской области» аул вошёл в состав образованного муниципального образования «Ермаковское сельское поселение».

## География
Жарагач находится в юго-восточной части региона, у р. Иртыш.
Уличная сеть состоит из двух географических объектов: ул. Береговая и ул. Верхняя.
Абсолютная высота — 87 м над уровнем моря.

## Население
| 2010 |
| ---- |
| 42   |

Гендерный состав
По данным Всероссийской переписи населения 2010 года в гендерной структуре населения из 42 человек мужчин — 20, женщин — 22 (47,6 и	52,4 % соответственно).
Национальный состав
Согласно результатам переписи 2002 года, в национальной структуре населения казахи составляли 96 % от общей численности населения в 102 чел..

## Инфраструктура
Личное подсобное хозяйство.

## Транспорт
стоит на автодороге «Заречное — Новоивановка» (идентификационный номер 52 ОП МЗ Н-287).